# 今津町 (広島県)
今津町（いまづちょう）は、広島県沼隈郡にあった町。現在の福山市今津町にあたる。

## 地理
- 海洋：松永湾（瀬戸内海）[2]
- 河川：本郷川[2]

## 歴史
- 1889年（明治22年）4月1日、町村制の施行により、沼隈郡今津村が単独で村制施行し、今津村が発足[1][2]。
- 1892年（明治25年）今津郵便局、松永村に移転[2]。
- 1892年（明治26年）今津警察署、松永村に移転[2]。
- 1917年（大正6年）備後製麺工業設立[2]。
- 1926年（大正15年）11月1日、町制施行し今津町となる[1][2]。
- 1953年（昭和28年）4月1日、沼隈郡松永町と合併し、松永町が存続して廃止された[1][2]。

### 地名の由来
旧来の津である津之郷に対する呼称。

## 産業
- 農業、商業、養蚕、畳表[2]

## 教育
- 1891年（明治24年）沼隈小学区第八簡易小学校が今津尋常小学校に改称[2]。1907年（明治40年）高等科を併置したが、1908年（明治41年）高等科を廃止[2]。1921年（大正10年）再度高等科を併置[2]。